# Élie
Pour l’article ayant un titre homophone, voir Hélie.
Pour les articles homonymes, voir Élie (homonymie), Saint Élie, Saint-Élie et Mar Elias.
Élie (hébreu : אֵלִיָּהו (ēliyahū), qui signifie « Mon Dieu est YHWH » ; syriaque : īlyā ; arabe : إِلْيَاس (ilyās)) est un des prophètes majeurs d'Israël.
Actif dans le royaume du Nord au IXe siècle av. J.-C., il est célèbre pour son opposition au roi Achab et à sa femme Jézabel, ainsi que par sa lutte victorieuse contre les prêtres de Baal. Sa fin, entourée de mystère, n'est pas une mort mais une ascension vers le ciel, et son retour est prophétisé avant la fin des temps. Figure associée à l'eschatologie juive et chrétienne, précurseur du Messie, défenseur de Dieu, secours dans la détresse, il est le sujet de multiples légendes dans la tradition juive et de nombreuses représentations dans l'art chrétien.
Des références à Élie apparaissent dans le Tanakh, le Talmud, le Nouveau Testament et le Coran. Dans le judaïsme, son nom est invoqué à la fin du Shabbat et dans de nombreux rites et coutumes, dont le Séder de Pessa'h. Le Nouveau Testament indique à plusieurs reprises que certains contemporains de Jésus de Nazareth pensaient que celui-ci n'était autre qu'Élie, de retour sur Terre, et que, à la même époque, cette identification avec Élie concernait aussi Jean le Baptiste.

## Élie dans la Bible
Élie est un nom théophore, comme bien des noms qui figurent dans la Torah. En hébreu, le prénom אֵלִיָּהו (ēliyahū) signifie « Mon Dieu est YHWH »,,,,,. Ce nom est probablement choisi en raison de la mission particulière qui lui est attribuée dans le récit biblique, laquelle vient en opposition avec les adorateurs du dieu Baal.
Prophète d'Israël du IXe siècle av. J.-C., son ministère a lieu dans le royaume d'Israël après la mort de Salomon. Il est le prophète de YHWH, Dieu d'Israël, face au dieu des Cananéens, Baal, dont la reine d'Israël Jézabel s'est faite l'ardente missionnaire. Il réalise de nombreux prodiges avant de s'envoler aux cieux dans un tourbillon. Il est aussi, selon les prophètes bibliques, notamment Malachie, l'annonciateur du Messie à la fin des temps.

## Élie dans le judaïsme

### Livre des Rois

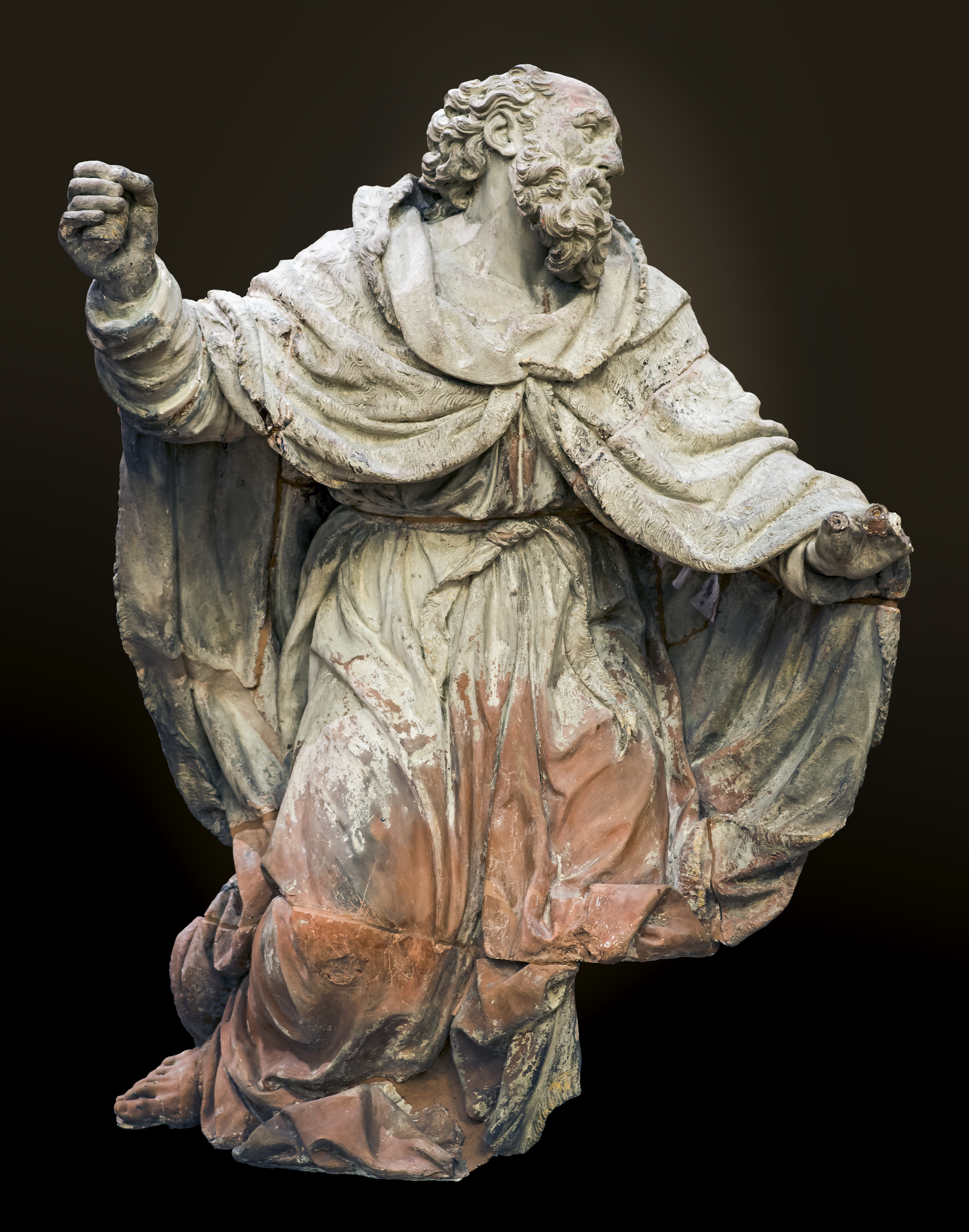
Le Prophète Élie, Marc Arcis (1690), musée des Augustins de Toulouse.

Élie serait né en -927. Enlevé vers les cieux par un char de feu, il est vivant éternellement. 
L'histoire du prophète Élie est connue par ce que les exégètes ont appelé le « Cycle d'Élie ». Selon le Premier Livre des Rois, Élie était un habitant du pays de Galaad et aussi un « Tishbite », c'est-à-dire originaire de la ville de Tishbé (en arabe el Istib), au nord de la rivière Yabboq dans le djebel Adjloun (entre le Yarmouk et l'Arnon), un nom de même racine que le mot captivité en hébreu. La tradition l'a fait connaître comme ayant une grande foi en YHWH et lui a attribué de nombreux miracles, dont même ceux de ressusciter les morts et de faire descendre le feu du ciel. Dans le Premier Livre des Rois, Élie apparaît dans l'histoire pour avertir Achab, le roi d'Israël, de la survenue d'une sécheresse causée parce qu'il empêche la pluie de tomber. « Élie, le Thischbite, l'un des habitants de Galaad, dit à Achab : « L'Éternel est vivant, le Dieu d'Israël, dont je suis le serviteur ! Il n'y aura ces années-ci ni rosée, ni pluie, sinon à ma parole ». »
Il part ensuite faire une retraite près du torrent de Kerith, un affluent du Jourdain. Il boit l'eau du torrent et est ravitaillé en nourriture par des corbeaux. Au bout d'un certain temps le torrent se tarit, puis Élie part vers Sidon où une veuve de la ville de Sarepta le reçoit et le nourrit. Un miracle a alors lieu, car les maigres provisions de la veuve ne s'épuisent pas jusqu'au retour de la pluie. Son fils, tombé malade puis mort, ressuscite après une prière d'Élie.
La sécheresse annoncée par Élie devait durer plus de trois années. La troisième année de sécheresse, Dieu renvoie Élie auprès du roi Achab. Élie rencontre un serviteur du roi nommé Abdias et lui demande de l'annoncer. Abdias craint que cette annonce provoque son exécution si Élie disparaît à nouveau, et plaide en évoquant son passé, où il a protégé des prophètes de Dieu que la reine Jézabel voulait faire tuer. Élie lui assure qu'il se montrera à Achab et malgré ses craintes, Abdias prévient le roi qui vient à la rencontre d'Élie.
Élie réprimande le roi pour avoir sacrifié au dieu Baal et laissé son épouse Jézabel dîner avec quatre cents prophètes d'Astarté. Le roi convoque le peuple et tous les prophètes sur le mont Carmel. Élie est seul face à quatre cent cinquante prophètes de Baal. Chaque camp choisit des taureaux pour en faire offrande à son dieu, sans y mettre le feu. Les prêtres de Baal s'agitent en vain, le feu ne vient pas consumer leurs offrandes. Élie fait un autel et place les offrandes qu'il fait arroser d'eau par trois fois. Il fait alors une prière et le feu s'abat sur l'autel. Alors Élie donne l'ordre de se saisir des prêtres de Baal et il les égorge. Élie dit à Achab de retourner en char à Jizreel avant que la pluie ne l'arrête, la pluie se met à tomber, tandis qu'Élie devance Achab en courant.

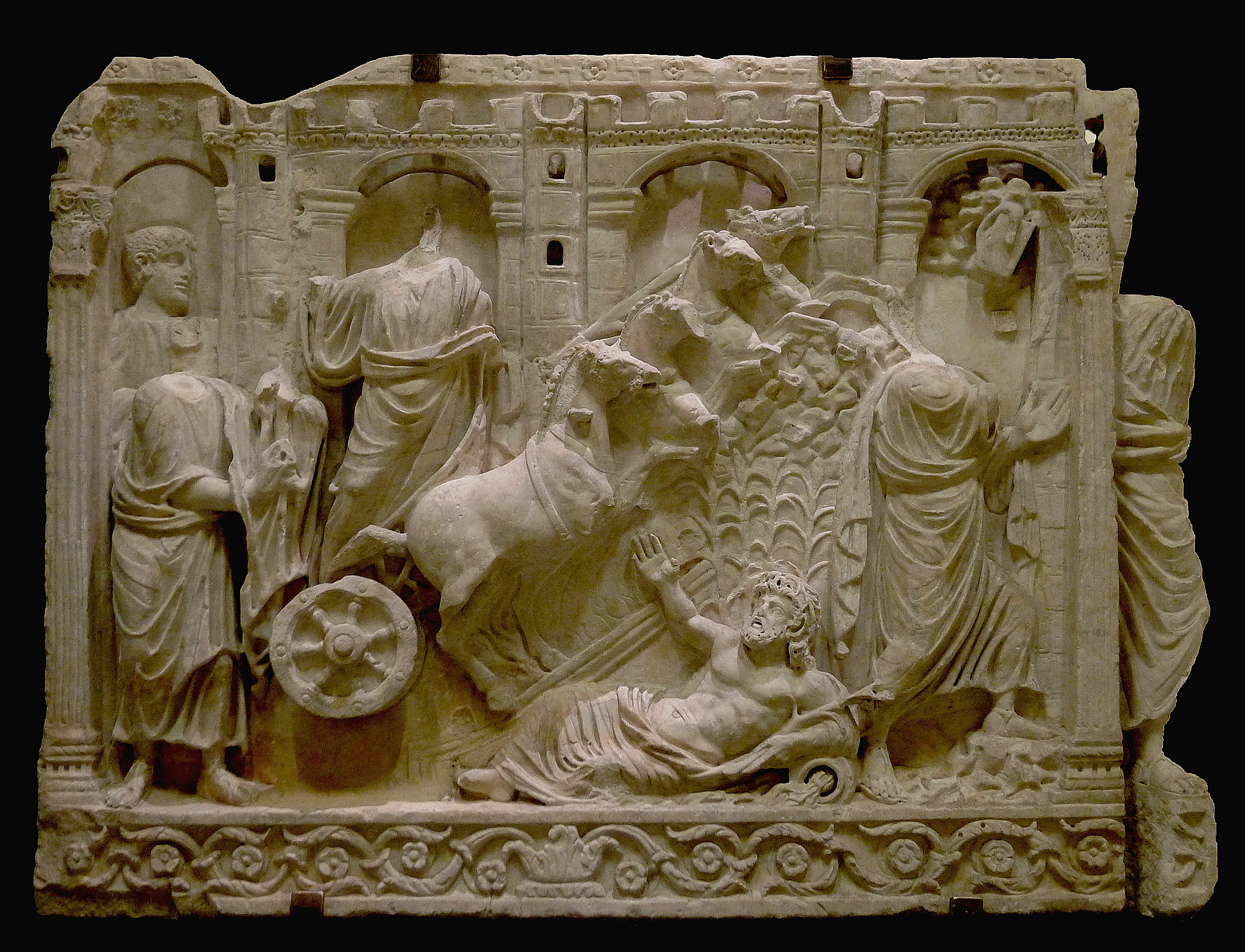
Ascension du prophète Élie remettant son manteau à son disciple Élisée (face droite du sarcophage dit de « la Remise de la Loi », ou Traditio Legis), musée du Louvre).

Informée par Achab, Jézabel menace Élie de lui infliger le même sort qu'il a fait subir aux prêtres de Baal. Élie s'enfuit vers Beer-Sheva dans le royaume de Juda pour s'y réfugier. Élie, complètement découragé par ce qui lui arrive et souhaitant mourir, s'endort au pied d'un genêt. Un ange le réveille et lui offre à manger, il mange et se rendort. L'ange revient et Élie peut marcher ainsi pendant quarante jours. Arrivé à la caverne du mont Horeb, Élie s'y réfugie. Par la suite, l'auteur biblique décrit des phénomènes naturels, séismes, tempêtes, où Dieu ne se trouve pas. En dernier, comme une sorte d'oxymore, c'est « la voix d'un fin silence ». Dieu lui demande : « Que fais-tu ici Élie ? » Dieu donne l'ordre à Élie d'aller à Damas pour oindre Hazaël comme roi d'Aram, oindre Jéhu comme roi d'Israël et oindre Élisée pour en faire son successeur.
Environ six années plus tard, il met en garde Achab et Jézabel d'un risque de mort violente après que Jézabel a manœuvré pour s'approprier la vigne d'un certain Naboth dont elle provoqua la mort par lapidation en le livrant à la foule. Achab, roi d'Israël, et Josaphat, roi de Juda, s'allient pour faire la guerre contre Aram. Au cours d'un combat, Achab est tué. Son fils Achazia lui succède et commet les mêmes fautes aux yeux d'Élie.
En effet, Achazia, tombé du balcon de ses appartements, veut consulter l'oracle de Baal à propos de sa guérison. Élie va à la rencontre des messagers du roi pour leur annoncer la mort prochaine du roi parce qu'il a préféré Baal au Dieu d'Israël. Par la volonté de Dieu, Élie brûle cent hommes d'Achazia venus le capturer, puis se laisse emmener pour réitérer sa funeste prédiction devant le roi. Celui-ci meurt peu après et son fils Joram lui succède.
Alors qu'il est en compagnie d'Élisée, Élie est enlevé au ciel dans un tourbillon. Après sa disparition, Élisée lui succède.
Ce récit de l'enlèvement d'Élie au ciel a inspiré la construction de certains scénarios eschatologiques de son retour miraculeux sur Terre. D'après le Livre de Malachie, Élie reviendra avant le Jugement dernier : « Voici, je vous enverrai Élie, le prophète, avant que le jour de l'Éternel arrive. » La tradition juive attend donc le retour d'Élie. Il reste l'invité lors de la fête juive de la Pâque, où une porte ouverte et un siège inoccupé l'attendent toujours.
Le Siracide, un livre deutérocanonique, mentionne Élie parmi les grands personnages de l'histoire d'Israël et rappelle ses hauts faits. Le texte suggère qu'il y a une vie après la mort pour les croyants : « heureux ceux qui te verront, heureux ceux qui se sont endormis dans l'amour du Seigneur, car nous aussi nous posséderons la vraie vie ».

### Tradition juive

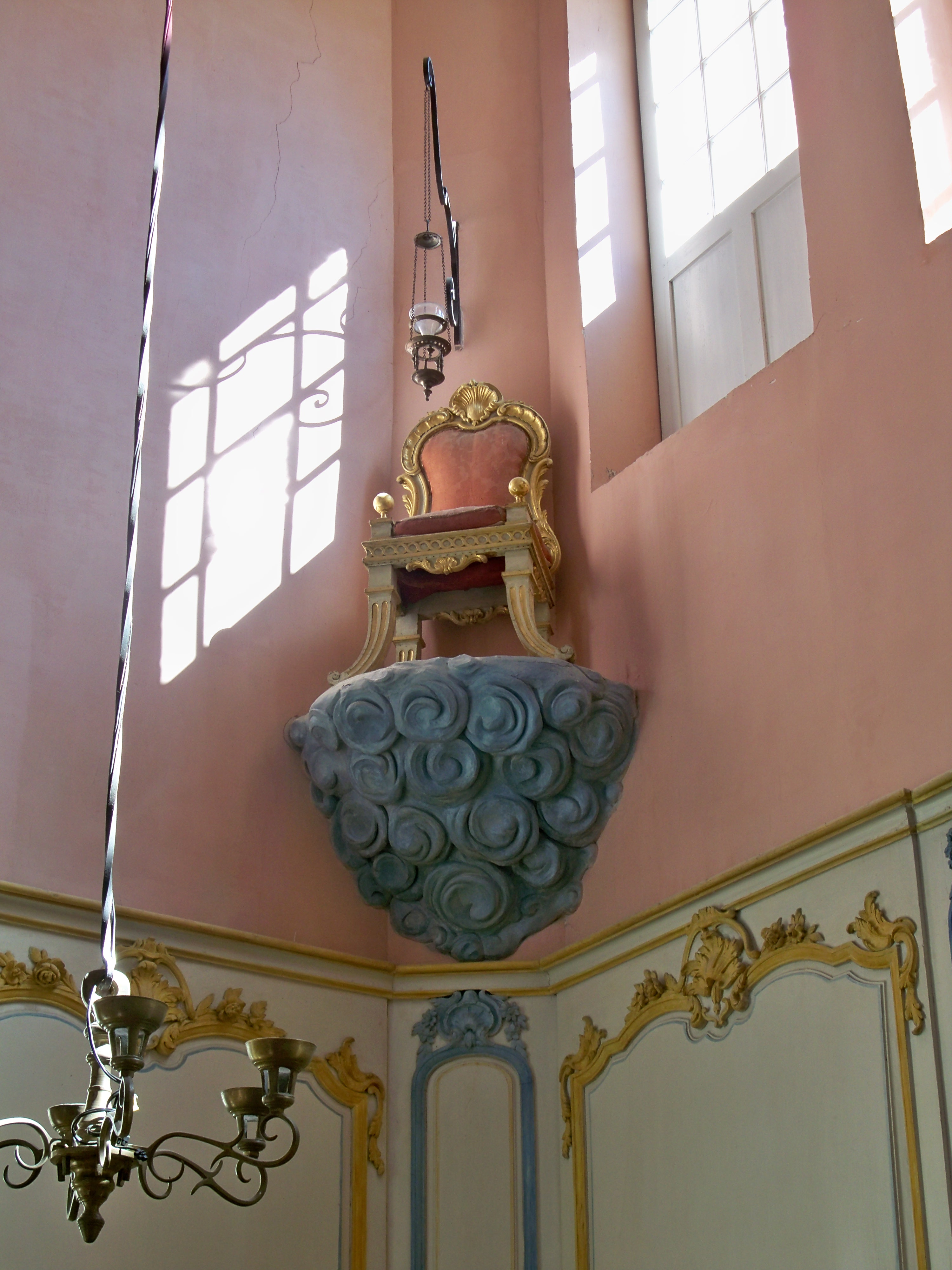
Fauteuil d'Élie à la synagogue de Cavaillon.

Comme le prophète Élie n'est jamais vraiment mort, des traditions concernant ses réapparitions se sont développées dans le folklore juif, depuis Rabbi Éléazar, fils de Shimon bar Yohaï, jusqu'aux récits hassidiques. Élie est réputé avoir enseigné à des sages de la Torah et à des justes inconnus, ou encore, dans de nombreuses légendes, avoir surgi dans une synagogue lorsque manquait un dixième homme pour former le minyan.
Ces interventions mystérieuses, souvent destinées à sauver ou à soutenir les Juifs dans des périodes de danger, viennent du fait qu'Élie est celui qui annoncera la paix et le bien dans le monde à venir. Ainsi la Birkat Hamazon (action de grâces après le repas) mentionne-t-elle Élie dont il faut « se souvenir pour le bien » car il apportera « de bonnes nouvelles, secours et consolation ».
En raison de son retour imminent, un fauteuil lui est souvent réservé dans les synagogues.

### Autres mentions d'un «Élie» dans la Bible
Dans d'autres parties de la Bible, il y a d'autres personnages nommés Élie. Il s'agit peut-être du même personnage, bien que cela suscite une incohérence de chronologique.
Dans le Deuxième Livre des Chroniques, un certain « Élie » met en garde le roi de Juda, Joram. Si c'est le même personnage, cela signifie qu'il est passé d'un royaume à l'autre et qu'il est mort plus tard que ne le laisse entendre le Deuxième Livre des Rois.
Cela s'explique par le fait que le livre des chroniques est en quelque sorte une récapitulation de l'histoire, en particulier de l'alliance davidique et du le culte rendu au temple.
Le nom Élie est aussi porté par un sacrificateur du temps d'Esdras.

## Élie dans le christianisme

### Nouveau Testament
Le Nouveau Testament est marqué par l'attente du retour d'Élie, qui y est le prophète le plus fréquemment cité. 
Dans les épîtres, il est mentionné comme modèle d'inspiration pour la prière. Paul écrit dans l'Épître aux Romains : « Ne savez-vous pas ce que l'écriture rapporte d'Élie, comment il adresse à Dieu cette plainte contre Israël ? » L'Épître de Jacques fait aussi référence à Élie pour illustrer le pouvoir de la prière : « Élie était un homme de la même nature que nous, il pria avec instance pour qu’il ne pleuve point, et il ne tomba point de pluie sur la terre pendant trois ans et six mois. Puis il pria de nouveau, et le ciel donna de la pluie, et la terre produisit son fruit. »

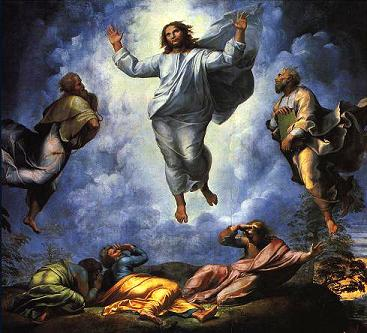
Partie supérieure de la Transfiguration par Raphaël : Élie, Jésus et Moïse.

Élie est cité dans l'Évangile selon Luc. Jean le Baptiste et Élie sont comparés pour leur costume fait de peaux de bêtes. L'ange Gabriel affirme, avant la naissance du Baptiste, qu'il aura l'esprit et la puissance d'Élie. Dans les trois évangiles synoptiques, se trouvent une manifestation d'Élie en compagnie de Moïse et de Jésus dans l'épisode dit de la « Transfiguration » : « Et pendant qu'il (Jésus) priait l'aspect de son visage changea, et son vêtement, d'une éclatante blancheur. Et voici que deux hommes s'entretenaient avec lui : c'étaient Moïse et Élie qui, apparus en gloire, parlaient de son départ, qu'il allait accomplir à Jérusalem. »
À la suite de cet évènement, les disciples interrogent Jésus concernant le retour d’Élie et celui-ci leur confirme qu'il s'agit bien du Baptiste : 
« Les disciples lui firent cette question : Pourquoi donc les scribes disent-ils qu’Élie doit venir premièrement? Il répondit : Il est vrai qu’Élie doit venir, et rétablir toutes choses. Mais je vous dis qu’Élie est déjà venu, qu'ils ne l'ont pas reconnu, et qu'ils l'ont traité comme ils ont voulu. De même le Fils de l'homme souffrira de leur part. Les disciples comprirent alors qu'il leur parlait de Jean-Baptiste.» (Matthieu 17:10-13)
Affirmée par Jésus en Matthieu 11:14 et 17:10-13, cette identification est niée par le Baptiste dans l'Évangile selon Jean (1:19-27) : « Qu'es-tu donc ? lui demandèrent-ils. Es-tu Élie ? Il dit : Je ne le suis pas ». 
Un érudit juif, Menahem Macina, a traité de cette question.

### Culte d'Élie

L'ascension ardente du prophète Élie vers le ciel, icône de école de Nijni Novgorod, fin XVe siècle début XVIe siècle.

Élie est fêté le 20 juillet par les catholiques et par les orthodoxes. Plusieurs montagnes portent son nom dont la plus connue est le mont Saint Elias en Alaska.
Dans l'Église orthodoxe serbe, la saint-Élie est une slava fêtée par beaucoup de croyants, il est aussi le saint protecteur de l'aviation et de l'armée de l'air serbe. De nombreux Serbes qui se sont convertis au christianisme aux Ve, VIe et VIIe siècles et qui avaient pour dieu protecteur Péroun (équivalent de Thor chez les Slaves) l'ont pris pour saint protecteur. Saint Élie était représenté par les chrétiens de Constantinople comme le saint à la foudre. En Biélorussie également, sa mythologie incorpore celle du dieu de l'Orage et notamment le mythe central qui est le meurtre du serpent (ou du roi des serpents).
Dans l'ordre du Carmel, dont Élie est le « père spirituel », la fête de saint Élie le 20 juillet a rang de fête (fête obligatoire), donnant lieu à l'indulgence plénière, alors que dans le reste de l'Église catholique cette fête est optionnelle (non inscrite, laissée à la liberté des fidèles).
La tradition a rapporté qu'Élie aurait résidé en ermite, avec des disciples (à commencer par Élisée) dans une grotte du mont Carmel. Cette grotte est connue sous le nom de « l'école des prophètes ». Par la suite, Élisée aurait poursuivi cette « tradition » et lui aussi résidé dans cette grotte comme le suggérerait le passage du Deuxième Livre des Rois où la femme sunamite part au mont Carmel chercher Élisée. Au XVIIe siècle des carmes viennent établir sur les pentes du mont Carmel un monastère et célèbrent des offices dans la « grotte d’Élie ». Cette grotte devient successivement une mosquée et aujourd'hui une synagogue.

## Élie dans l'islam
Élie (إِلْيَاس, ilyās Ilyâs) est un prophète de l'islam. Il reste néanmoins un personnage mineur dans le texte coranique. Il est cité dans un passage du Coran :

« Élie était, certes, du nombre des Messagers. Quand il dit à son peuple : « Ne craignez-vous pas Allah ? » Invoquerez-vous Baal et délaisserez-vous le Meilleur des créateurs, Allah, votre Seigneur et le Seigneur de vos plus anciens ancêtres ? Ils le traitèrent de menteur. Eh bien, ils seront emmenés (au Châtiment). Exception faite des serviteurs élus d’Allah. Et Nous perpétuâmes son renom dans la postérité : « Paix sur Élie et ses adeptes ». Ainsi récompensons-Nous les bienfaisants, car il était du nombre de Nos serviteurs croyants »

— Le Coran, « Les Rangs », XXXVII, 123-132, (ar) الصافات.
Ce passage évoque le récit de la lutte d’Élie contre les adorateurs de Baâl, présent dans le livre des Rois. Les commentateurs musulmans ont donné plus de consistance à ce personnage coranique en récupérant des éléments provenant du récit biblique, comme son enlèvement au ciel. Néanmoins, leur chronologie est parfois hésitante — certains commentateurs plaçant la vie d’Élie avant celle de David et de Salomon — et le récit prend le contrepied de celui donné par la Bible. Ainsi, Élie serait prophète au milieu d'une société païenne qu'il aurait cherché à convertir et Baal serait une idole représentant une très belle femme. Le roi de cette société païenne étant hésitant et son peuple refusant de croire, Élie aurait demandé à Dieu de retenir la pluie pour les châtier. Cela provoque une famine dans la région. Après 10 jours ou 10 ans (selon les traditions) de famine, le roi et le peuple admettent le message d'Élie et la pluie revient. Les récalcitrants sont alors massacrés.
Les versets 129 et 130 pourraient être une évocation de l’enlèvement d’Élie. Plusieurs récits de commentateurs ont repris cet épisode et Élie a été associé au « mystérieux initiateur de Moïse », sorte de prophète non mortel traversant les générations. Cette idée se retrouve dans les traditions juives. Ces traditions et récits ont donné une dimension importante (eschatologique, entre autres) à Élie même s'ils sont rejetés par un certain nombre de penseurs musulmans.

## Élie dans les arts
- Élie est le sujet de l'oratorio de Felix Mendelssohn : Elias (1846).
- L'épisode du Songe d'Élie, nourri par un ange dans le désert, parfois intitulé Le Sommeil d'Élie, a été traité par divers peintres et sculpteurs : Philippe de Champaigne, Ferdinand Bol...
- L'enlèvement d'Élie aux cieux est un thème de tableaux et d'icônes.
- Élie est le personnage principal du roman La Cinquième Montagne de Paulo Coelho.
- Elie est le prénom d'un des personnages du roman de Herman Melville, Moby Dick (1851). Il est présenté sous le jour d'un illuminé, ancien matelot du capitaine Achab, qui ne cesse de prophétiser de manière confuse.

Élie dans l'art
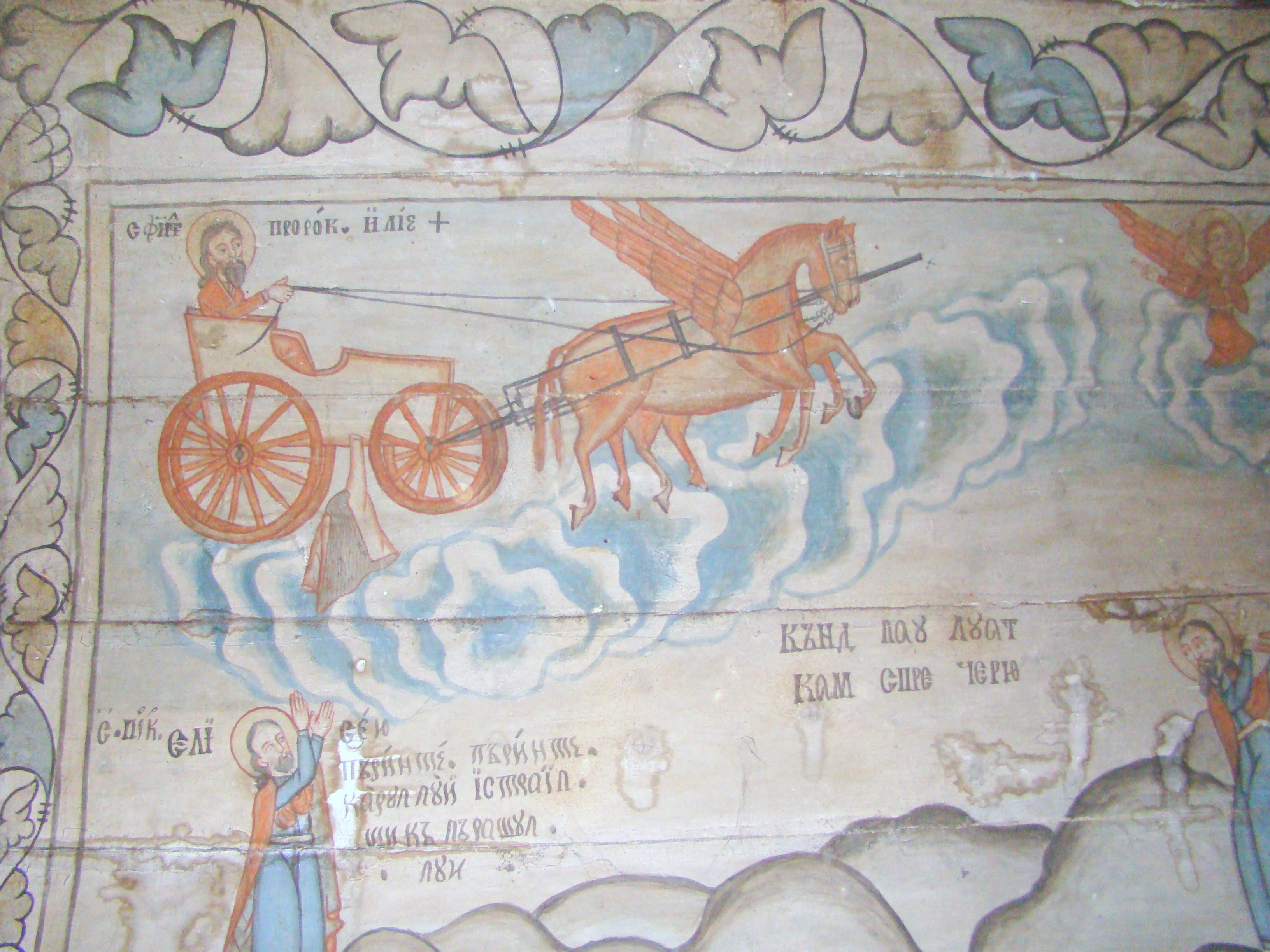
L'ascension d'Élie, fresque byzantine.
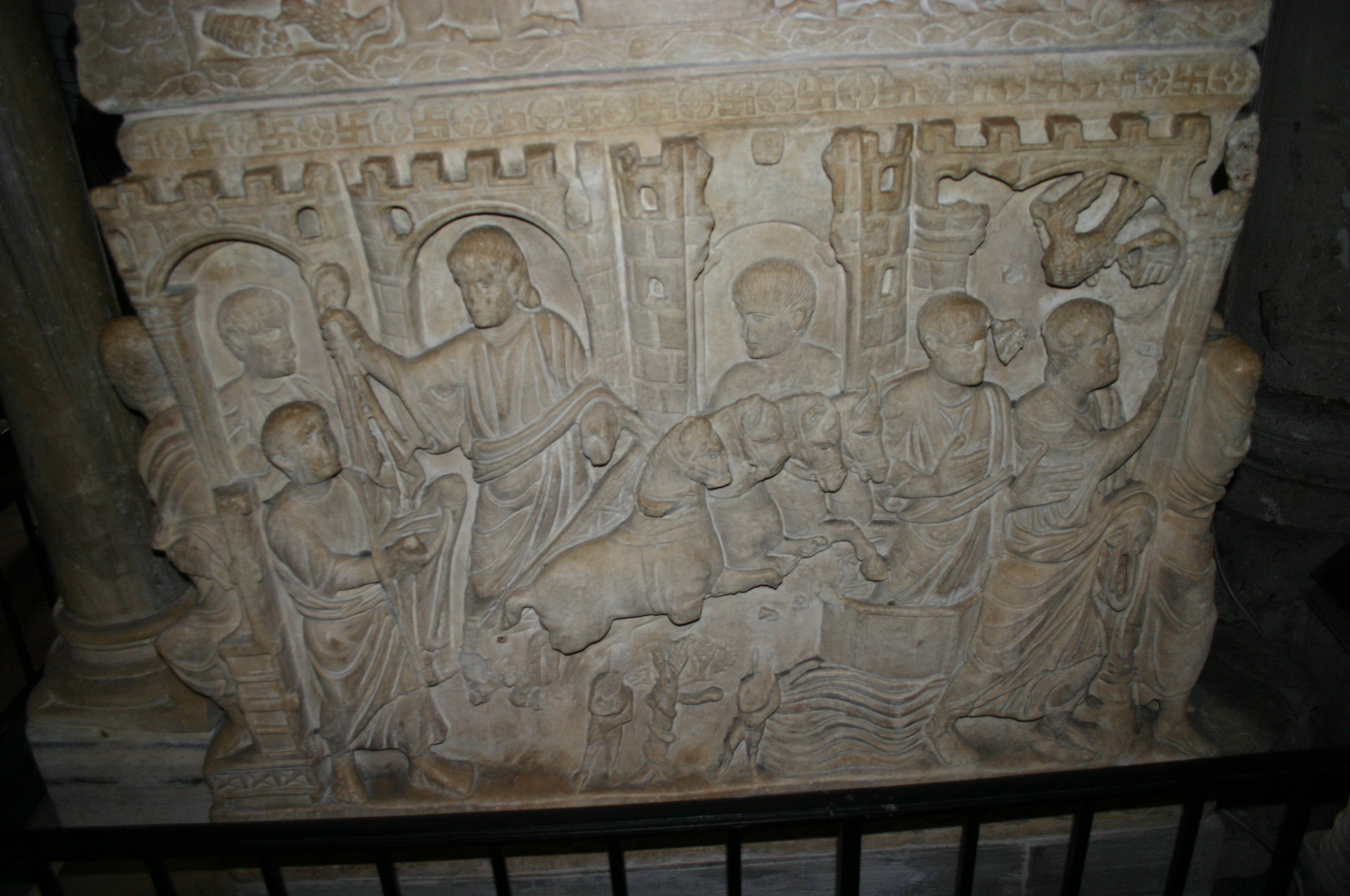
Élie emporté au ciel sur un char de feu donne son manteau à Élisée, Sarcophage de Stilicon, Milan.
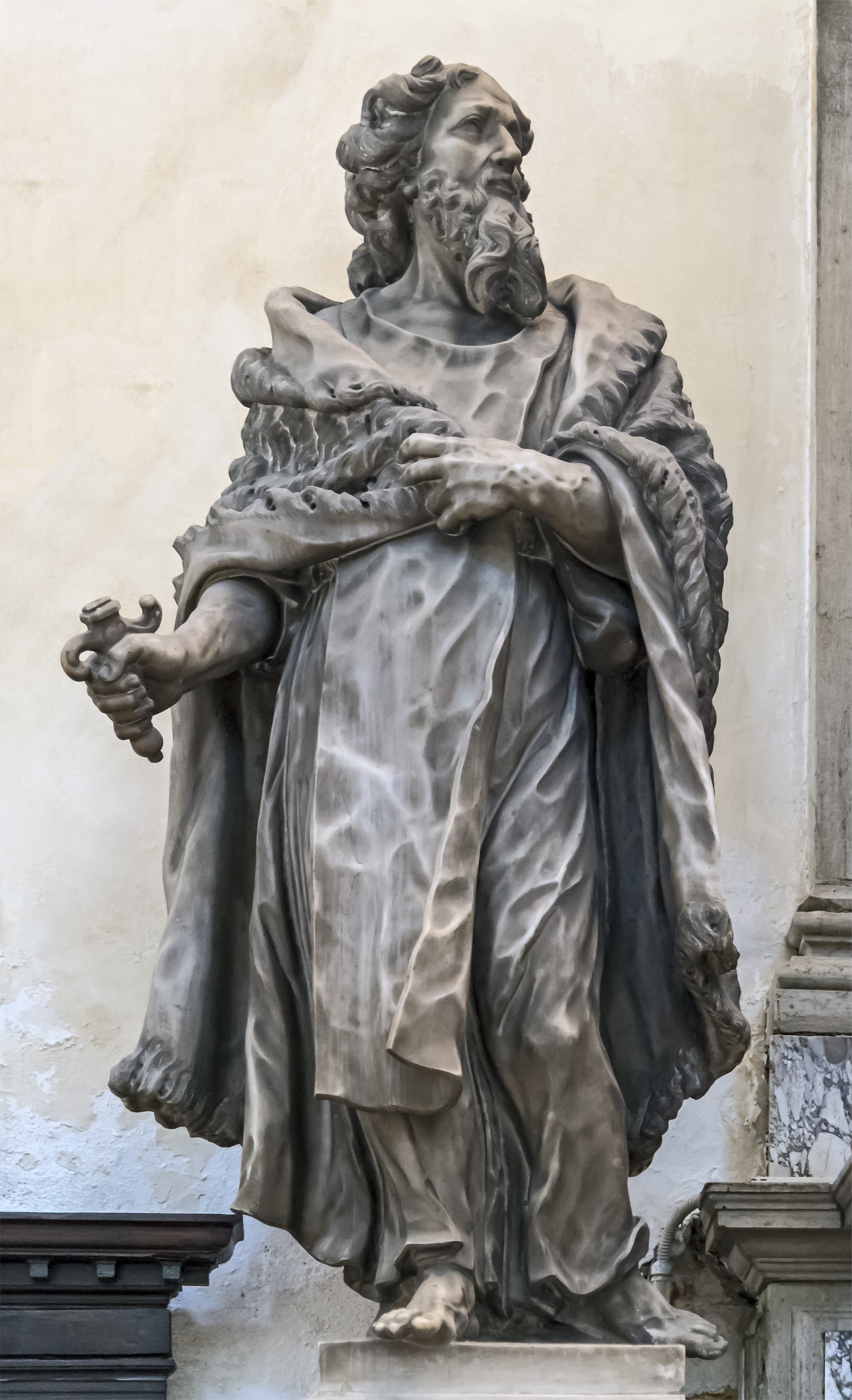
Élie par Tommaso Rues, église Santa Maria dei Carmini.
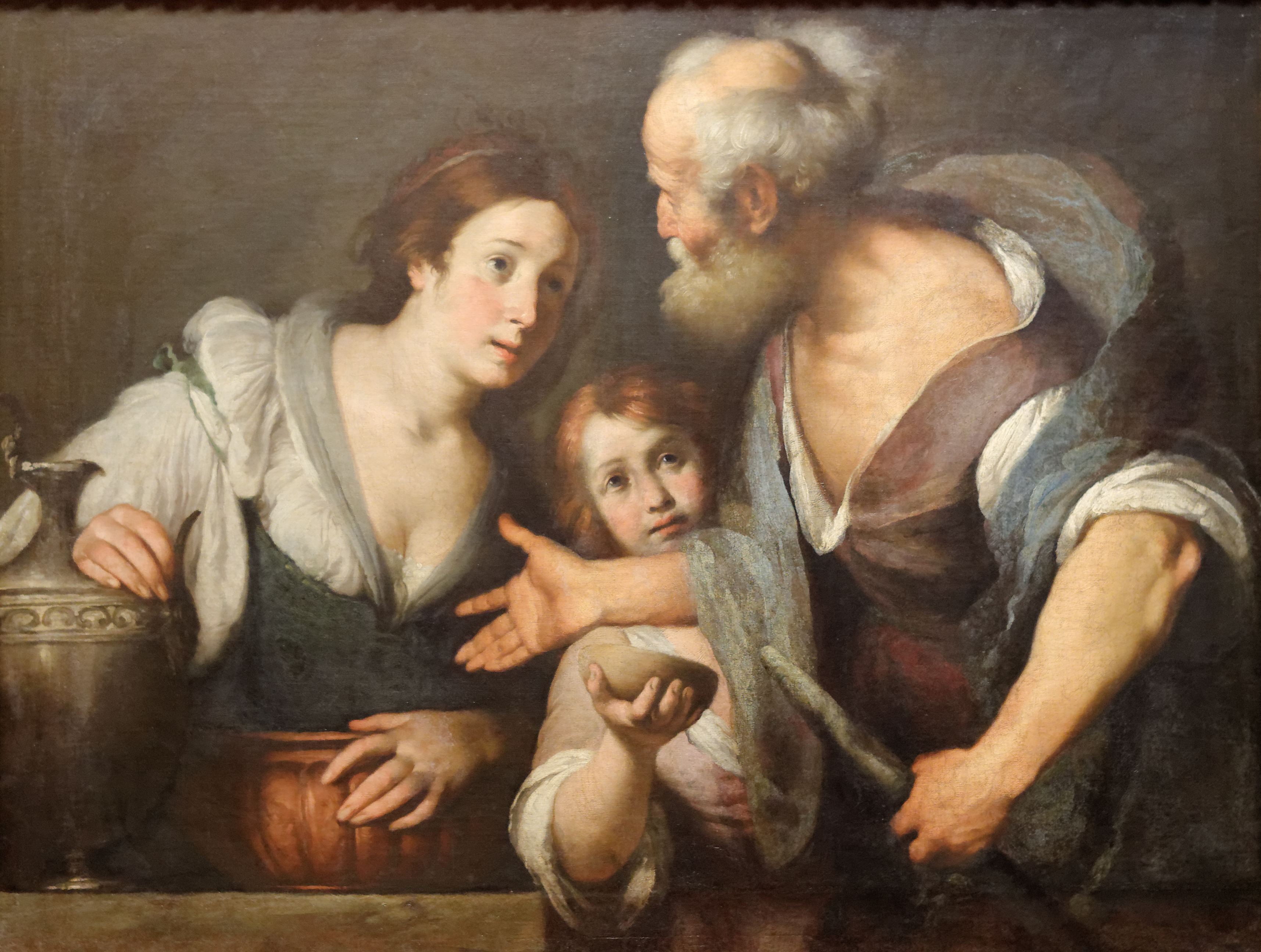
Élie et la pauvre veuve de Serepta, Bernardo Strozzi (v. 1640).
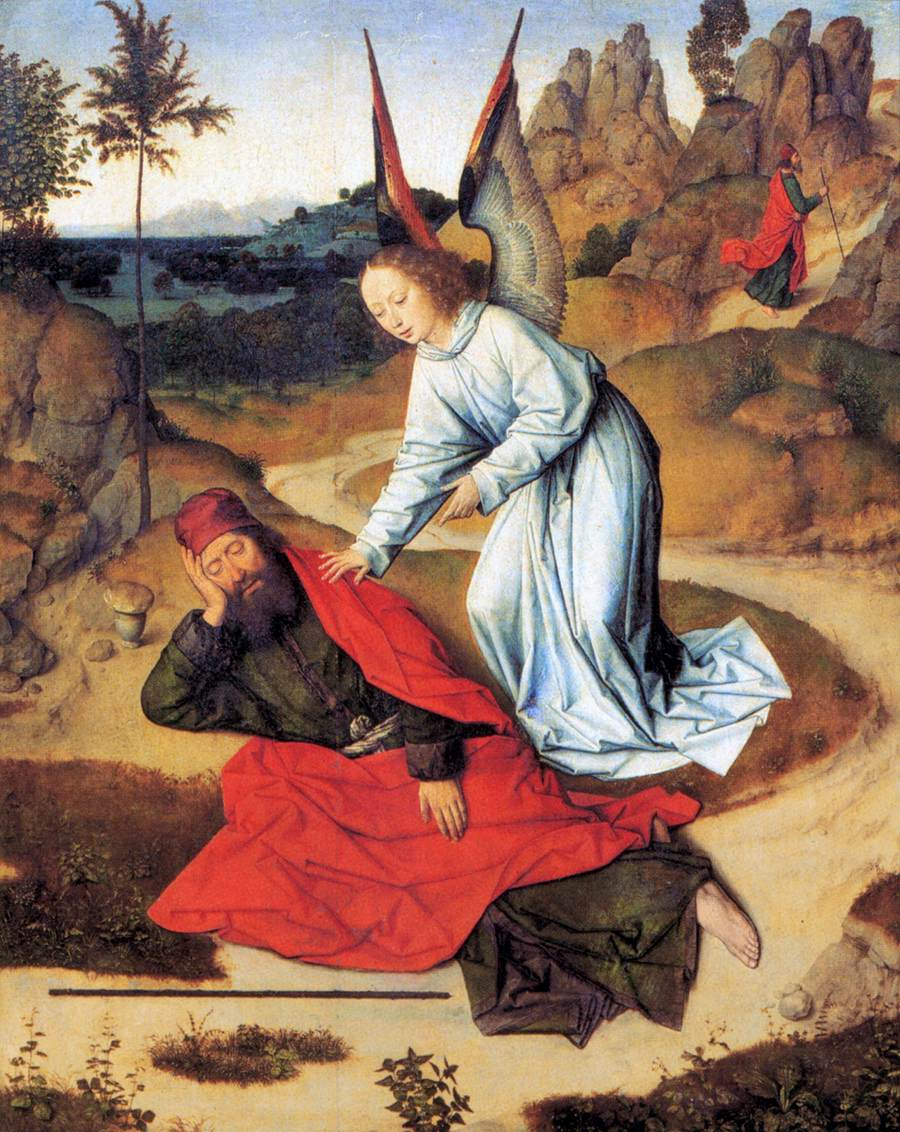
Le Sommeil d'Élie par Dirk Bouts.
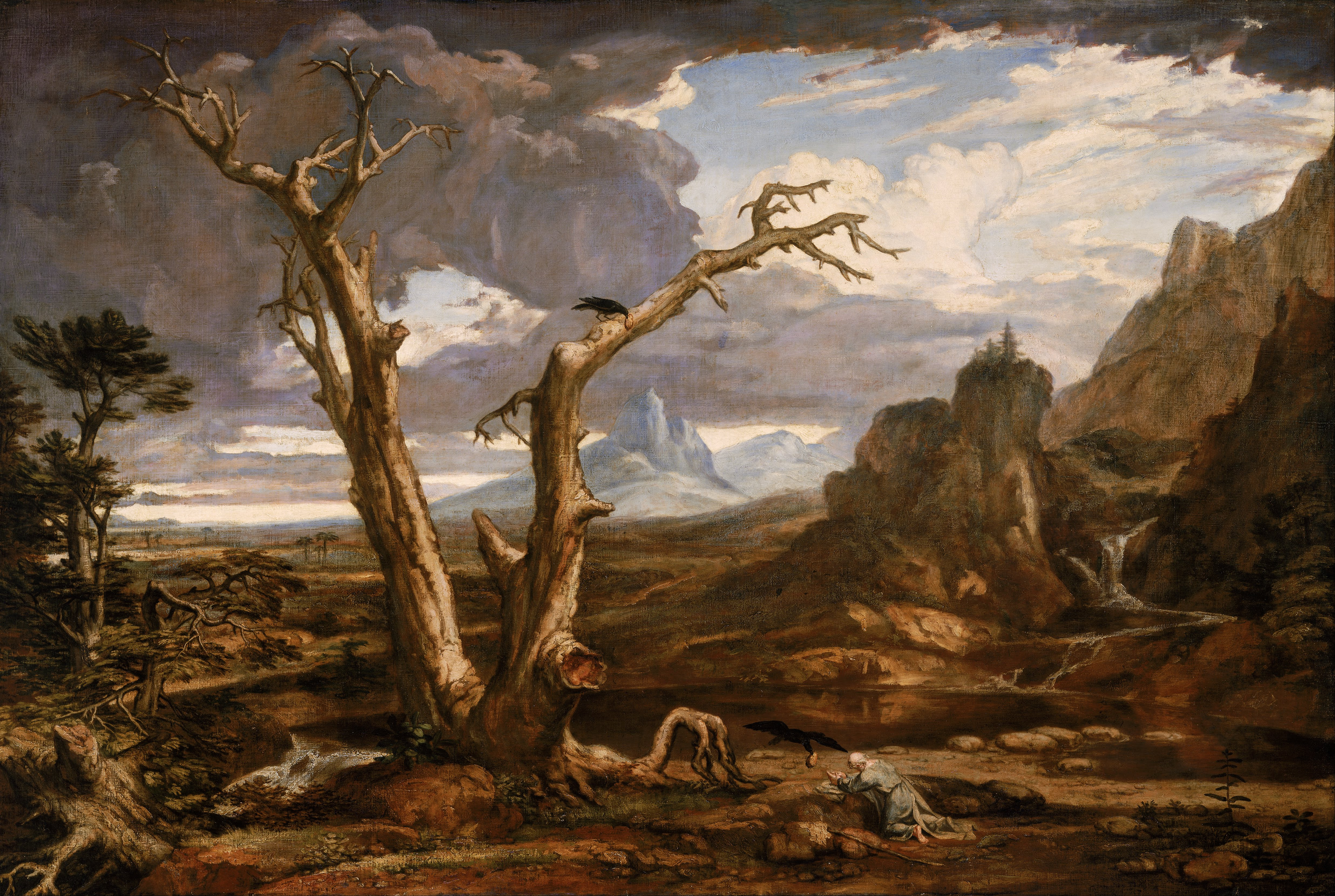
Élie dans le désert, Washington Allston (Boston).
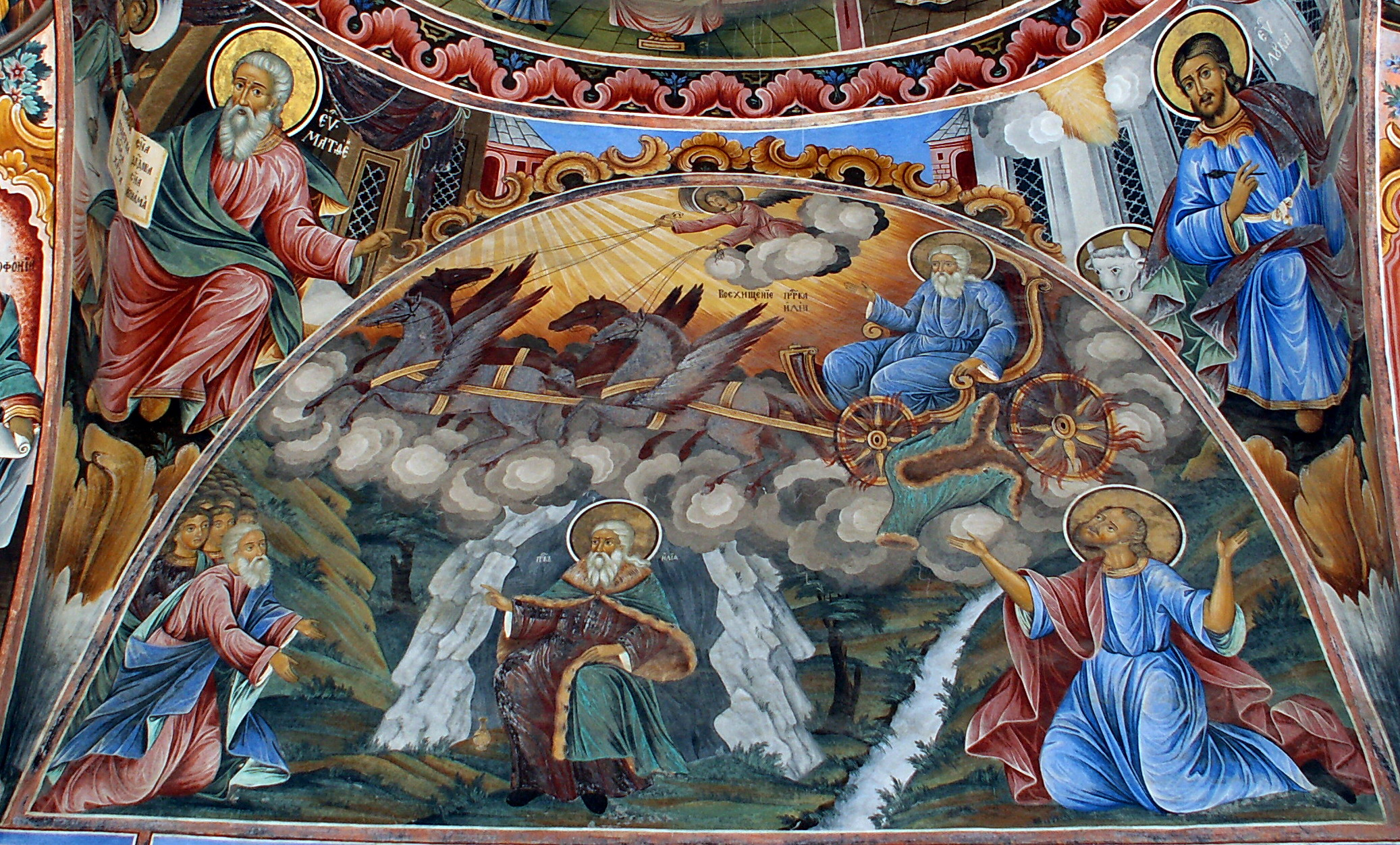
Élie dans la grotte et sur un char de feu. Fresque du monastère de Rila (Bulgarie).
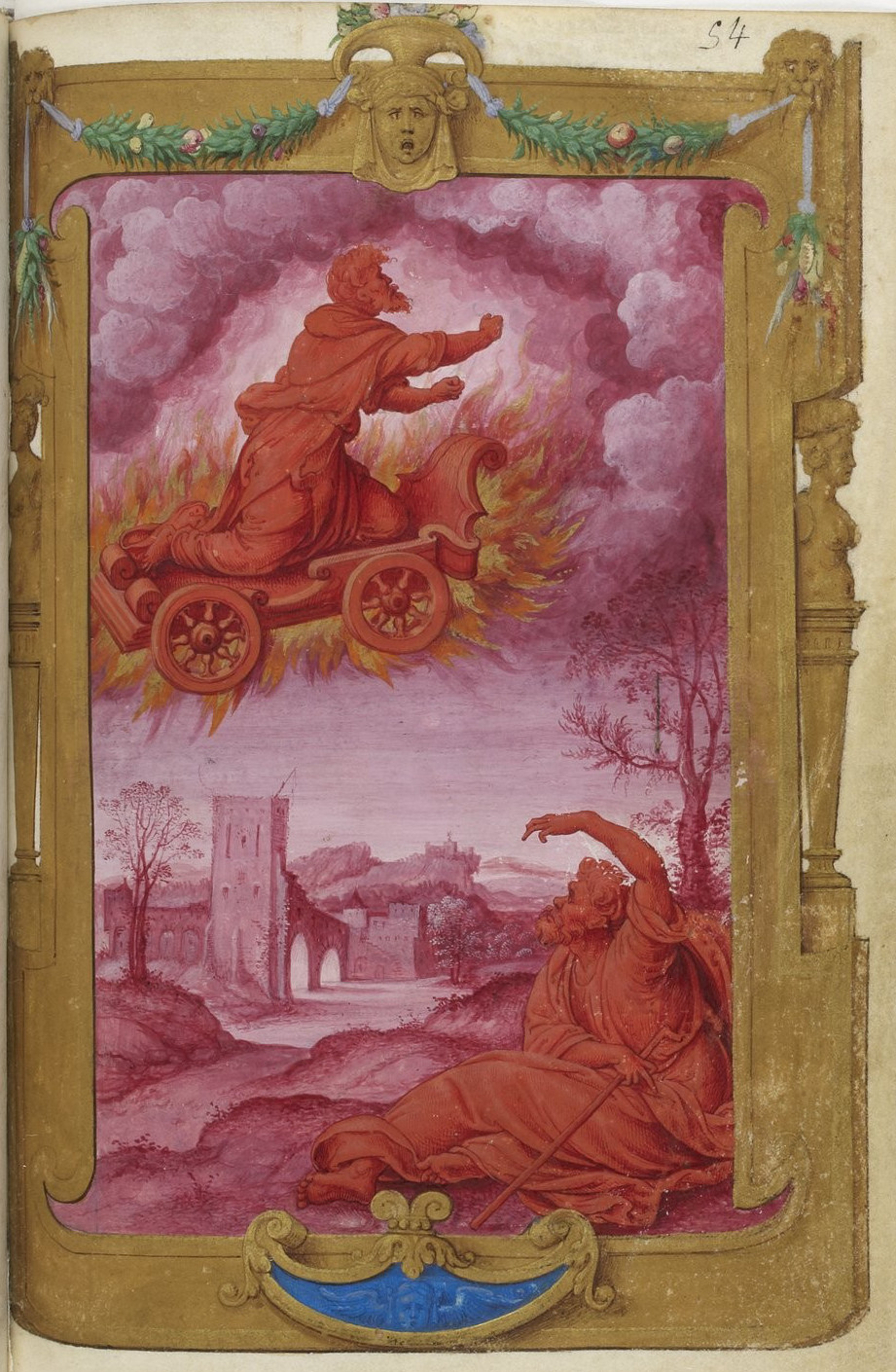
L'Ascension d'Élie devant Élisée, Livre d'heures de Henri II.
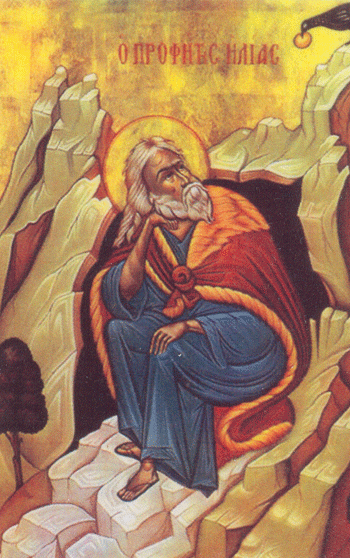
Élie sur le mont Horeb, icône grecque orthodoxe.
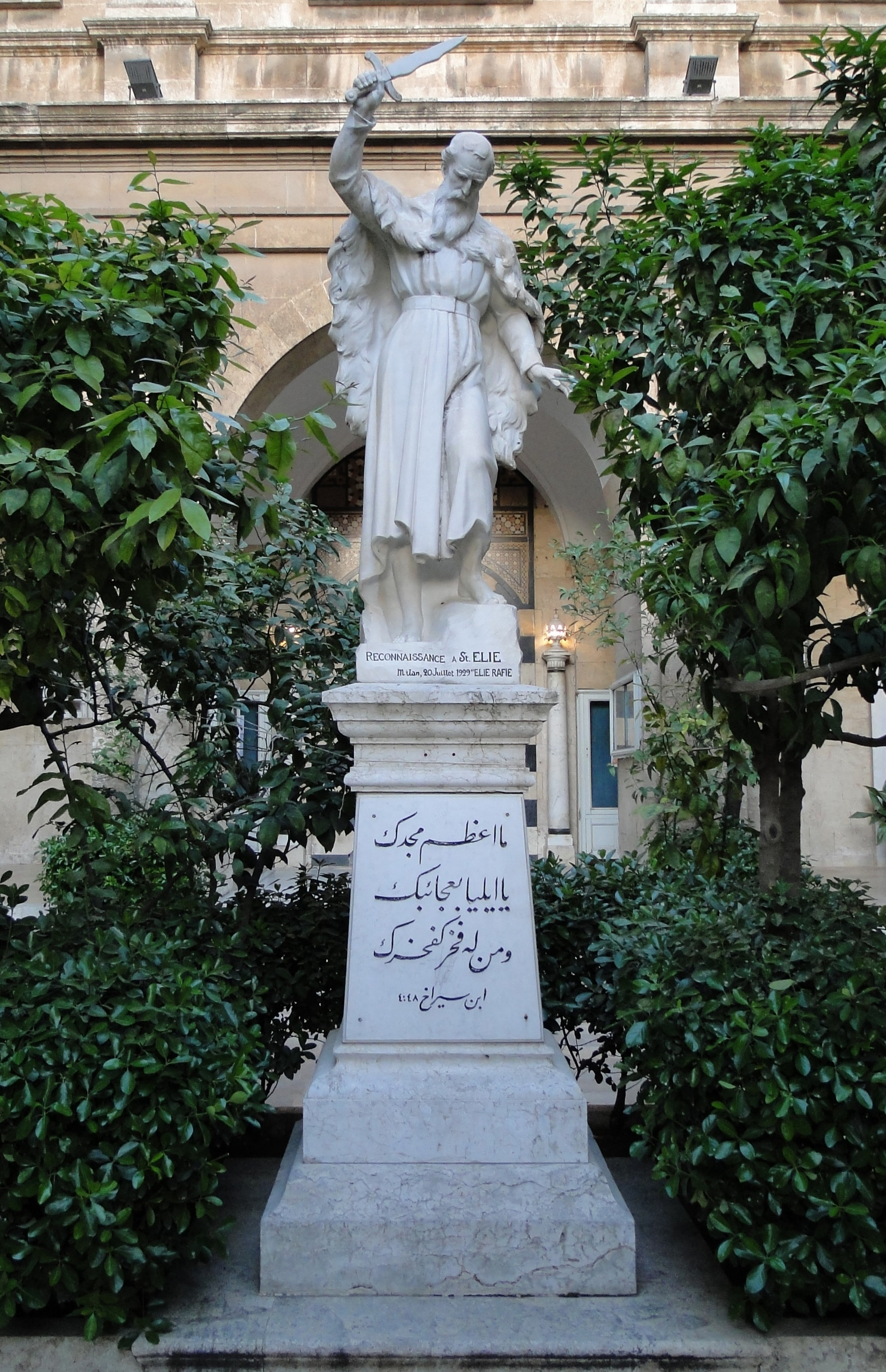
La statue d’Élie à la cathédrale Saint-Élie, Alep (Syrie).
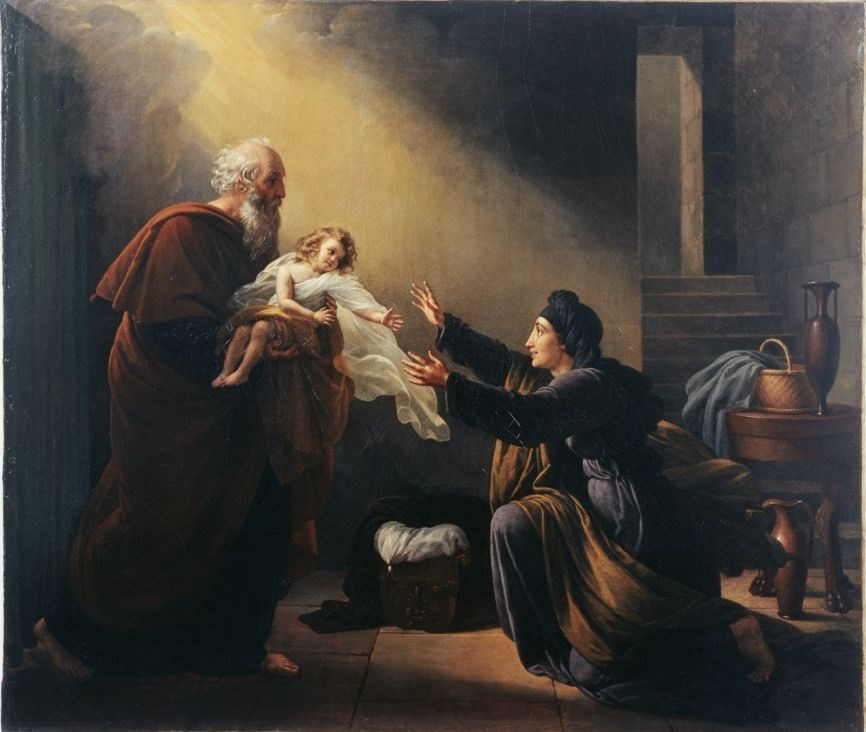
Le prophète Elie ressuscitant le fils de la veuve de Sarephta, 1819, par Louise Hersent.